# Malika Tirolien

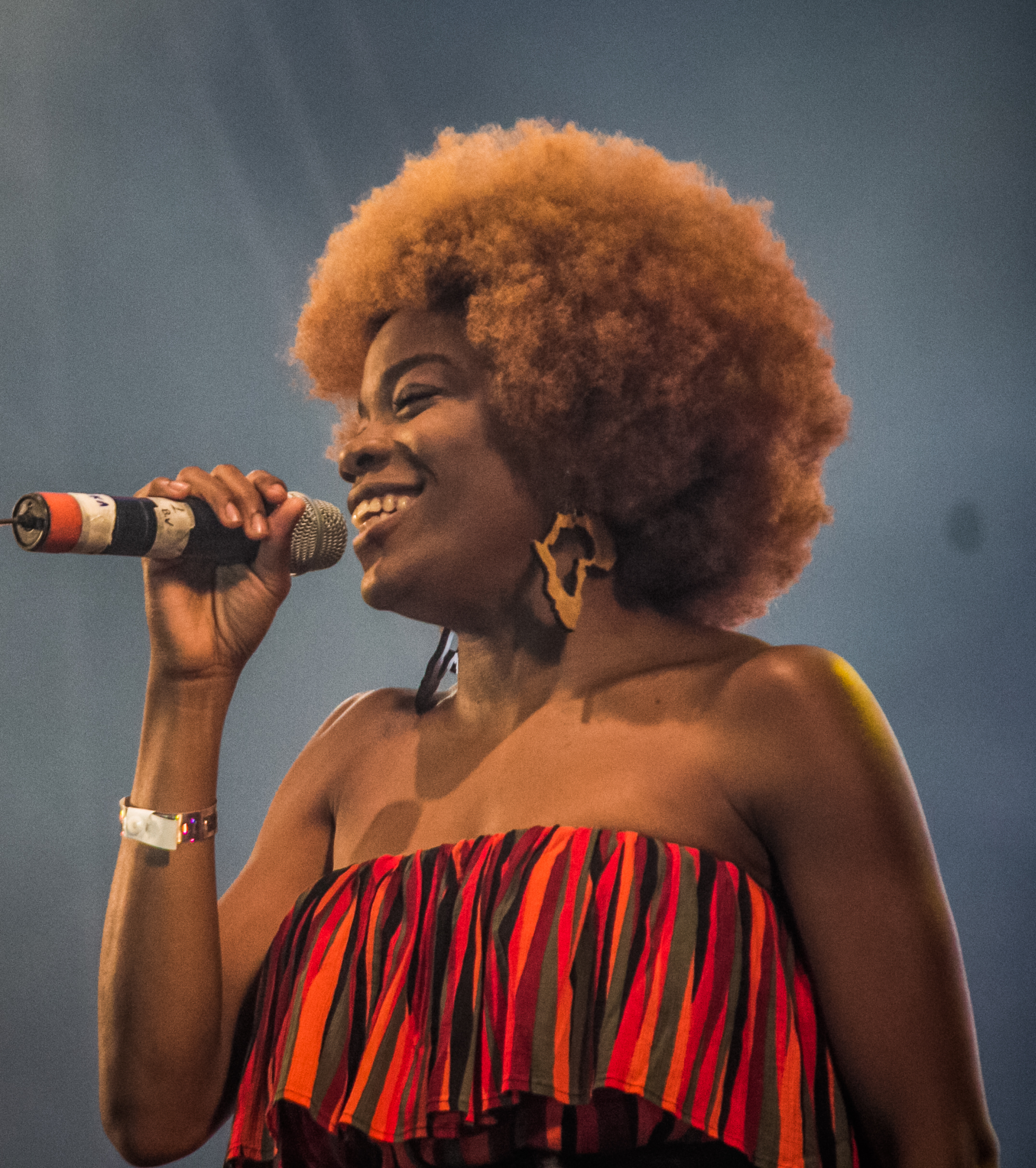
Malika Tirolien (2014)

Malika Tirolien (* 26. Juni 1983 in Marie-Galante, Guadeloupe) ist eine französische Fusionmusikerin (Gesang, Piano, Komposition), die auch im Bereich der Weltmusik tätig ist.

## Leben und Wirken
Tirolien wuchs in einem musischen Umfeld auf: Ihr Großvater Guy Tirolien war Dichter, ihre Großmutter spielte Klavier, ihr Vater war ebenfalls Musiker. Sie erhielt früh klassischen Klavierunterricht, war begeistert von Soul- und Hip-Hop-Musik und spielte bereits mit acht Jahren in der Band ihres Vaters. Zum Musikstudium zog sie 2001 nach Montreal, wo es aber keinen Studiengang für Hip-Hop oder Soulmusik gab und sie daher 2005 mit einem Bachelor in Jazz-Interpretation absolvierte.
Nach dem Abschluss sang Tirolien in zunächst insgesamt sieben Bands in Montreal. Nach einer Pause gründete sie dort mit Mitgliedern des Kalmunity Vibe Collective 2010 die Band Groundfood, die im Folgejahr als Vorgruppe für Snarky Puppy auftrat. Danach wurde sie von Snarky Puppy zur Teilnahme an Konzerten der Band in New York City eingeladen.
International bekannt wurde sie nach ihren Auftritt auf dem Snarky-Puppyy-Album Family Dinner Volume 1 (2013), das mit einem Grammy ausgezeichnet wurde. 2014 veröffentlichte Tirolien ihr erstes Soloalbum Sur le voie ensoleilée, das sie auch beim North Sea Jazz Festival und beim Lugano Jazzfestival vorstellte. Aus ihrer weiteren Zusammenarbeit mit Michael League 2016 entwickelte sich das Projekt Bonkanté. Dessen Debütalbum Strange Circles wurde im Juni 2017 veröffentlicht, und die Band ging im darauffolgenden Monat auf Europatournee. Mit dem Metropole Orkest unter Leitung von Jules Buckley entstand deren zweites Album What Heat (2018), das bei den Grammy Awards 2020 für das beste Weltmusikalbum nominiert wurde. 2020 erschien ihr zweites Soloalbum Higher, das mit „Prière“ auch die Vertonung eines Gedichtes ihres Großvaters Guy Tyrolien enthält, die sie afrofuturistisch als Warnung vor einem eurozentrischen Geschichtsverständnis begreift. Sie ist auch auf Alben von Jacob Collier und Jacques Schwarz-Bart (The Harlem Suite) zu hören.